# 岡村新太郎
岡村 新太郎（おかむら・しんたろう、1948年4月21日 - 2013年4月26日）は、日本の元サッカー選手、指導者。

## 人物
静岡県藤枝市出身。現役時代は静岡県立藤枝東高等学校、法政大学、日本鋼管でプレイした。
静岡県立藤枝東高等学校時代には同級生に松永章（後に日立製作所）と桑原隆（後に古河電気工業を経てジュビロ磐田監督）がおり、彼らと共に高校3年次には1966年（昭和41年度）の全国高等学校サッカー選手権大会、全国高等学校総合体育大会、第21回国民体育大会（大分県）少年の部を全て制覇し、史上初の高校三冠の栄冠に輝いた。
高校卒業後に法政大学へ進学、大学4年次では主将に任命され、1970年の第19回全国大学サッカー選手権大会で優勝を果たした。
大学卒業後、1971年に日本鋼管へ入社して同社サッカー部にてプレーするも、慢性腎炎を患った為に思うようにプレイ出来ずに僅か3年で現役を引退し、その後は日本鋼管の社員として社業に勤しむ。
指導者として日本鋼管サッカー部のコーチに就いた後、1981年に日本男子ユース代表監督に就任し、アンダー世代の指導に当たる。
1981年4月に森孝慈がサッカー日本代表監督に就任すると、岡村もコーチとして代表チームのスタッフに入り、1986 FIFAワールドカップ・アジア予選を始めとする森ジャパンの激闘を側面から支えた。そして岡村は代表監督が森から石井義信に交代した後も引き続き代表コーチを務め、1988年ソウルオリンピックアジア予選まで日本代表を指導した。
代表コーチを退いた後は日本鋼管に勤務しながらテレビ・ラジオのサッカー解説を務め、2005年から2013年まで日本プロサッカーリーグ（Jリーグ）公式戦のマッチコミッショナーを務め、日本サッカー協会（JFA）公式戦である天皇杯全日本サッカー選手権大会でもマッチコミッショナーを務めるなどサッカーへの情熱は衰えることはなかった。
2013年4月26日、心不全のために逝去。65歳没。